# Mapa para ciegos

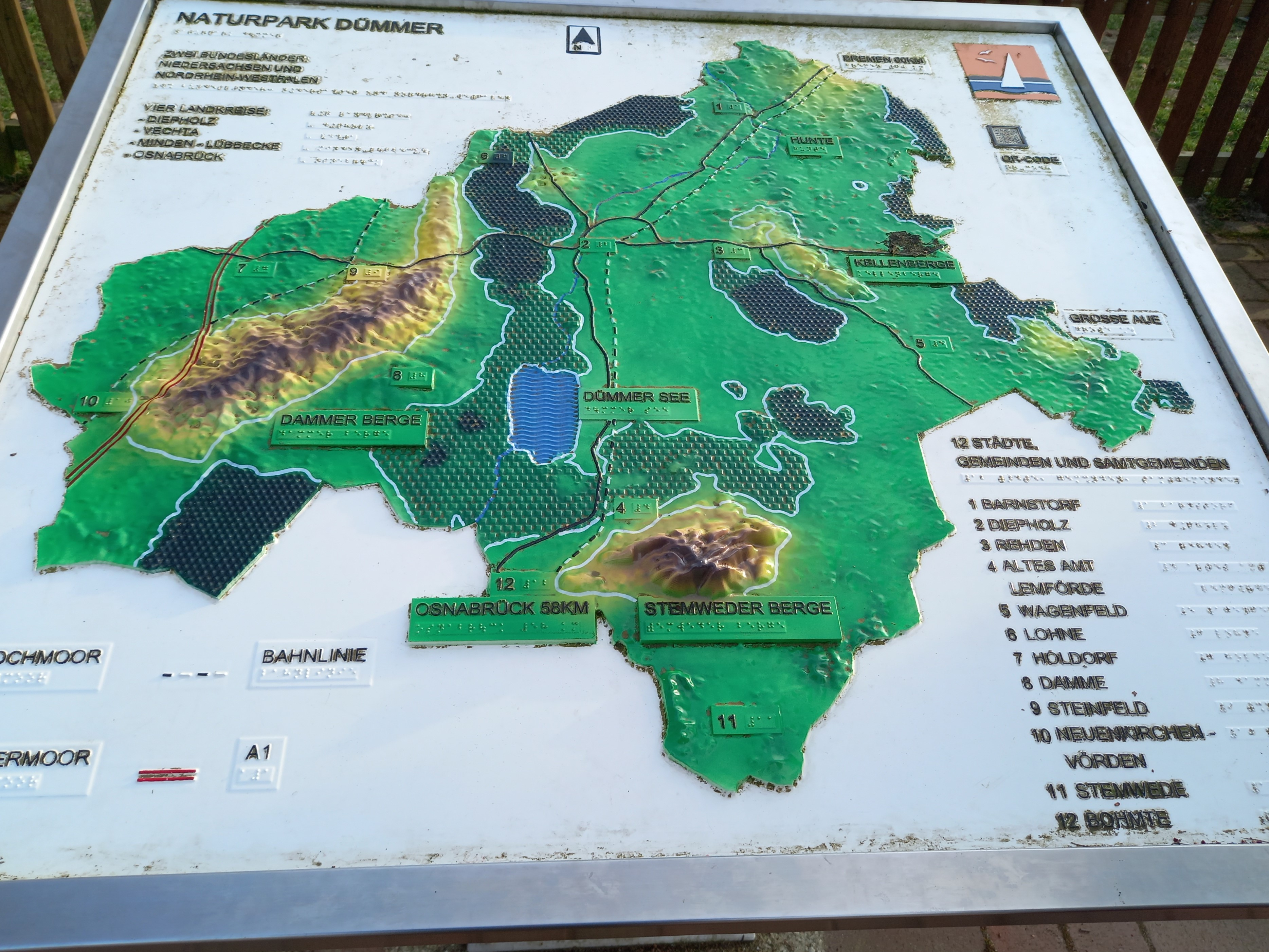
Mapa tiflológico: topografía en relieve con textos en braille (Parque Natural de Dümmer, Alemania)

La cartografía y el uso de mapas tiene una enorme utilidad, pero los ciegos no pueden hacer uso de los mapas convencionales. Aunque podamos no ser conscientes de ello, en general la información contenida en los mapas que puede ser muy variada, como sucede en los sistemas de información geográfica (SIG), se percibe visualmente.   
Para que las personas invidentes puedan disfrutar de las ventajas de las representaciones cartográficas el diseño de los mapas ha de constar de una interfaz táctil y/o auditiva.      

## Mapas en relieve
Los mapas en relieve o mapas de interfaz táctil (TIM) han sido, con todas sus limitaciones, la solución para el acceso de ciegos a la cartografía. 
En su origen, el uso de estos mapas de relieve estuvo asociado a la enseñanza de geografía a alumnos ciegos.
Podemos encontrar en este trabajo, un resumen histórico de la producción de esta clase de mapas en Europa, y de sus características desde el siglo XVIII hasta la actualidad.  En España, la Fundación Once continua elaborando colecciones de mapas en relieve, y desarrollando proyectos para mejorar la usabilidad de los mapas en relieve a personas con discapacidad visual.  
La aparición de las impresoras 3D simplifica el proceso de creación de mapas en relieve. En Japón, la autoridad de información geoespacial (GSI) lidera un proyecto pionero para desarrollar una tecnología que permita a los ciudadanos descargar imágenes geográficas digitales, tomadas por el telescopio Hubble u otros, y con ayuda de una impresora 3D poder imprimirlas directamente.

## Mapas digitales para ciegos
El avance de la tecnología, de la impresión 3D y de la cartografía digital han hecho posible el desarrollo de mapas que integran una interfaz táctil y auditiva (TAIM) para mejorar el acceso a la información cartográfica.  
Ejemplo de este tipo de cartografía son los mapas BART Tactile Mapping Project, desarrollados por Joshua Miele (científico del Smith-Kettlewell Eye Research Institute de San Francisco) y LightHouse (organización dedicada a la investigación para accesibilidad de invidentes). 